# Chelsea Girls
Chelsea Girls ist ein Film des US-amerikanischen Malers und Multimedia-Künstlers Andy Warhol aus dem Jahr 1966. Er ist die erste seiner Produktionen aus der frühen Experimentalfilm-Phase, der weltweit in den Kinos gezeigt wurde, und der erste kommerzielle Erfolg für Warhol als Filmemacher. Chelsea Girls wurde 2024 in das National Film Registry aufgenommen.

## Handlung
Gezeigt wird das (fiktive) Leben von Bewohnern des Chelsea Hotels im New Yorker Stadtteil Chelsea, einer ebenso legendären wie heruntergekommenen Künstler-Absteige. Die „Schauspieler“ rekrutieren sich aus den Bewohnern, Besuchern und Freunden der Factory, Warhols Atelier in Manhattan. Wirklich im Hotel wohnten nur das Fotomodell Susan Bottomly, als „Superstar“ International Velvet genannt, Warhols Assistentin Brigid Berlin und Nico.
Der Film besteht aus zwölf gut halbstündigen Episoden (jede 16 mm Filmrolle hat 32 min. Laufzeit), in denen jeweils ein oder mehrere „Bewohner“ des Chelsea vorgestellt werden. Auf der rechten und der linken Leinwandhälfte sind jeweils parallele Handlungsabläufe zu sehen. Er setzt sich (nach der von Paul Morrissey kompilierten Video/DVD-Fassung) wie folgt zusammen:
- Nico in the Kitchen (s/w, rechts, mit Nico, Eric Emerson und Ari, dem Sohn von Nico mit Alain Delon)
- Pope Ondine and Ingrid (s/w, links, mit Ondine und Ingrid Superstar)
- Brigid holds Court (s/w, rechts, mit Brigid Berlin und Ingrid Superstar)
- Boys in Bed (s/w, ohne Ton, links, mit Ed Hood, Patrick Fleming und Gerard Malanga)
- Hanoi Hannah (s/w, rechts, mit Mary Woronov, Angelina "Pepper" Davis und drei weiteren Frauen)
- Hanoi Hannah and Guests (s/w, links, Darsteller wie oben)
- Mario sings two songs (s/w, rechts, mit Ed Hood, Patrick Fleming und Mario Montez)
- Marie Menken (Farbe, ohne Ton, links, mit Marie Menken, Gerard Malanga und Mary Woronov)
- Eric says all (Farbe, rechts, mit Eric Emerson)
- Color Lights On The Cast (Farbe, ohne Ton, links, mit verschiedenen Superstars)
- Pope Ondine (s/w, rechts, mit Robert Olivo und )
- Nico Crying (Farbe, links, mit Nico zur Musik von Velvet Underground)

Kennzeichnend in allen Episoden außer der ersten und der letzten ist die unterschwellige oder offene Gewalttätigkeit der Akteure, die in enger Verbindung zu deren allgegenwärtigem Drogengenuss steht. Brigid verpasst Ingrid eine hohe Dosis Amphetamin, indem sie mit der Nadel durch deren Hose sticht. Mary übt Psychoterror auf ihre Mitbewohnerinnen aus und verprügelt Angelina, ebenso wie Ondine seine Filmpartnerin Rona schlägt, nachdem er sie verbal fertiggemacht und sich Kokain injiziert hat. Der trällernde Transvestit Mario wird von Ed und Patrick aus dem Zimmer gejagt, Ingrid und Ondine übertreffen sich an gegenseitigen Beleidigungen, Brigid beschimpft ihre Telefonpartner. All dieser Narzissmus wird von Warhols Kamera gnadenlos eingefangen und dokumentiert. Gezeigt werden die „dunklen“, abgründigen Seiten des modernen Lebens in der Metropole New York.

## Hintergründe
Der Film wurde im Sommer (Juni bis September) 1966 gedreht; Drehorte waren das Hotel selbst, die „Factory“ und verschiedene Wohnungen einschließlich des Velvet-Underground-Apartments in der West 3rd Street in Greenwich Village. Bis auf zwei Szenen sind alle Dialoge, zu denen Ronald Tavel das Drehbuch schrieb, improvisiert. Ursprünglich zum Film gehörte eine Sequenz mit Edie Sedgwick, die sich kurz nach den Dreharbeiten von Warhol getrennt hatte und verlangte, dass dieser Abschnitt herausgenommen werden sollte.
Eine erste Aufführung des noch unfertigen Films fand Ende August 1966 im Presidio-Theater in Los Angeles statt, die Premiere in der Film-Makers’ Cinematheque, Jonas Mekas’ Club für Underground-Filme in New York, am 15. September 1966. In regulären Kinos lief der Film dann ab Dezember des Jahres. Er war für die Aufführungen zunächst „offen“ konzipiert, so dass die einzelnen Filmrollen je nach Gusto des Vorführers eingelegt werden konnten; erst später gab es einen „Abspielplan“. Besonders erwähnt werden muss auf filmtechnischer Seite die so genannte Splitscreen-Technik: Auf der (in zwei oder drei Projektionsflächen) geteilten Leinwand spielen sich mehrere Handlungen parallel ab, eine revolutionäre Technik, die drei Jahre später von den Produzenten des Woodstock-Films aufgegriffen wurde und in den 70er Jahren besonders beliebt war.
Das Echo auf den Film schwankte zwischen aggressiver Ablehnung und Unverständnis, die meisten Kritiken waren vernichtend. Aufführungen in Boston wurden von der Polizei gestürmt und der Kinobesitzer wegen der Verbreitung obszönen Materials verurteilt. Das Werbeplakat für den Film, auf dem das nackte minderjährige Model Clare Shenstone suggestiv verfremdet dargestellt war, hatte der Grafikdesigner Alan Aldridge entworfen. Ihm drohte kurzfristig eine Festnahme wegen Pornografie.
Erst in den letzten Jahren hat die Kunstkritik eine ungeheure ästhetische Sensibilität Warhols bei der Komposition der Bilder, der raffinierten Beleuchtung und der Farbgebung gesehen und den Film als gültiges Kunstwerk bezeichnet.